# Canthydrus guttula
Canthydrus guttula là một loài bọ cánh cứng trong họ Noteridae. Loài này được Aubé miêu tả khoa học đầu tiên năm 1838.